# Pachyserica
Pachyserica är ett släkte av skalbaggar. Pachyserica ingår i familjen Melolonthidae.

## Dottertaxa tillPachyserica, i alfabetisk ordning[1]
- Pachyserica albosignata
- Pachyserica albosquamosa
- Pachyserica ambiversa
- Pachyserica balkei
- Pachyserica bistriata
- Pachyserica bituberculata
- Pachyserica cipingensis
- Pachyserica collaris
- Pachyserica conspersa
- Pachyserica darjeelingensis
- Pachyserica desenderi
- Pachyserica garoenesis
- Pachyserica gracilis
- Pachyserica himalayensis
- Pachyserica horishana
- Pachyserica huanglianensis
- Pachyserica interruptolineata
- Pachyserica janbezdeki
- Pachyserica jendeki
- Pachyserica marmorata
- Pachyserica minax
- Pachyserica nantouensis
- Pachyserica nepalica
- Pachyserica numensis
- Pachyserica olafi
- Pachyserica pellingensis
- Pachyserica putaoensis
- Pachyserica rubrobasalis
- Pachyserica sapae
- Pachyserica scalaris
- Pachyserica squamifera
- Pachyserica stabilis
- Pachyserica striatipennis
- Pachyserica vorax
- Pachyserica yanoi